# 中院通古
中院 通古（なかのいん みちふる、寛延3年（1750年）12月9日 - 寛政7年（1795年）10月21日）は、江戸時代中期の公卿。

## 官歴
- 宝暦10年（1760年）：従五位下
- 宝暦12年（1762年）：侍従、従五位上
- 宝暦14年（1764年）：右近衛権少将、正五位下
- 明和3年（1766年）：従四位下
- 明和5年（1768年）：従四位上
- 明和7年（1770年）：正四位下
- 明和8年（1771年）：左近衛権中将
- 安永6年（1777年）：参議
- 安永7年（1778年）：従三位
- 安永8年（1779年）：正三位
- 天明元年（1781年）：権中納言
- 天明2年（1782年）：従二位
- 天明5年（1785年）：正二位
- 天明7年（1787年）：権大納言

## 系譜
- 実父：久世栄通
- 養父：中院通維
- 兄：久世通根
- 母：久我通明の娘
- 子：中院通知